# 栃木市立栃木南中学校
栃木市立栃木南中学校（とちぎしりつ とちぎみなみちゅうがっこう）は、栃木県栃木市本町にある公立中学校。2018年（平成30年）5月1日現在の生徒数は213人。

## 概要
- 校地面積：20,138 m2[1]
  - 校舎面積：6,644 m2[1]
    - 教室数：普通教室11、特別教室11[1]

  - 屋内運動場面積：806 m2[1]

## 沿革

### 年表
- 1947年5月1日 - 栃木市立栃木第一中学校として開校。
- 1950年4月1日 - 栃木市立栃木南中学校に改称。
- 1990年3月20日 - 新校舎落成
- 2012年4月1日 - とちぎ未来アシストネット事業開始

## 教育方針
- 教育目標
  - みずから考え学習する生徒
  - 心の豊かな生徒
  - 正しいことをやりとげる生徒
  - 健康でたくましい生徒

## 施設
- 校舎 - 地上4階建て
- 屋内運動場
- 屋外プール
- 武道場

## 通学区域
栃木地域南部に相当する栃木市立栃木第四小学校学区、南小学校学区の全域と栃木中央小学校学区の一部が栃木南中学校の学区となっている。
- 倭町の一部
- 旭町
- 室町
- 城内町1-2丁目

- 神田町
- 本町の一部
- 沼和田町
- 万町の一部

## 周辺
- 栃木市栃木文化会館
- 栃木市栃木図書館
- 栃木市立栃木第四小学校
- 宇都宮地方裁判所栃木支部
- 宇都宮地方検察庁栃木支部

## 関係者

### 出身者
- 半田百合子 - 「東洋の魔女」の一員として1964年東京オリンピック女子バレーボールで金メダルを獲得した。
- くしまちみなと - 小説家